# Весенье
Весенье — деревня в Любытинском муниципальном районе Новгородской области входит в Любытинское сельское поселение.

## География
Расположена к югу от села Зарубино.

## История
В период Русского царства, Весенье - деревня Любытинского Ильинского погоста, упоминаемого (1564 год) также как погост Ильинский в Любытинах Бежецкой пятины Новгородской земли.
Население деревни по переписи населения 1926 года — 112 человек. До августа 1927 года деревня Весенье в составе Бельской волости Боровичского уезда Новгородской губернии, затем, после упразднения Новгородской губернии, в составе Барщинского сельсовета вновь образованного Бельского района Боровичского округа Ленинградской области. С ноября 1928 года Барщинский сельсовет был упразднён, а деревня вошла в состав Любытинского сельсовета. 30 июля 1930 года Боровичский округ был упразднён. С 1 марта 1931 года деревня подчинена Артёмовскому сельсовету Любытинского района, который был тогда переименован из Бельского. Население деревни в 1940 году было — 199 жителей. С лета 1944 года Артёмовский сельсовет Любытинского района в составе новообразованной Новгородской области.
После упразднения Артёмовского сельсовета Весенье, по результатам муниципальной реформы входит в состав муниципального образования — Любытинское сельское поселение Любытинского муниципального района (местное самоуправление), по административно-территориальному устройству подчинена администрации Любытинского сельского поселения Любытинского района.

## Население
| 2010 |
| ---- |
| 1    |